# Katakombenschulen

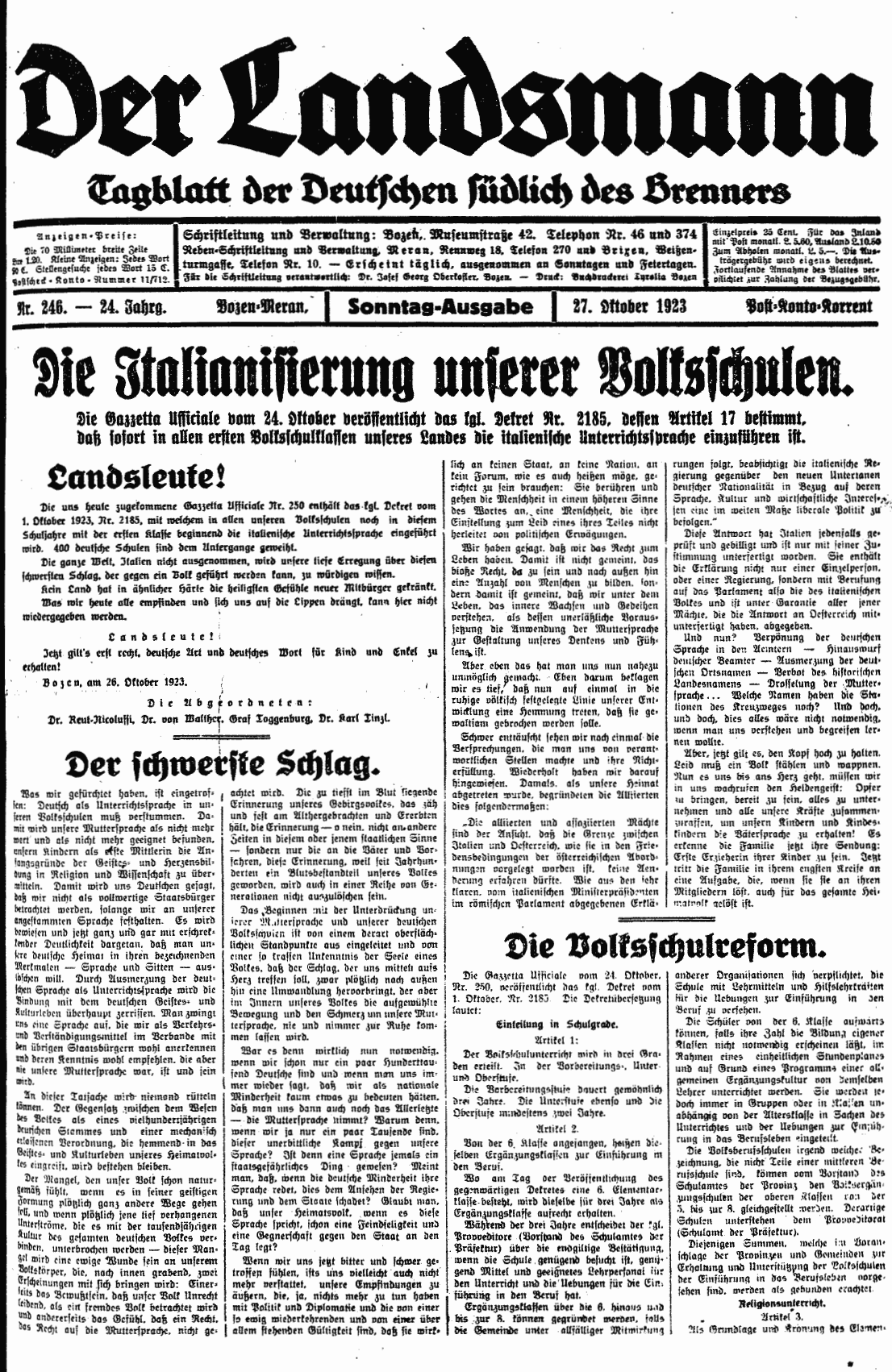
Denúncia de la italianització del sistema escolar del Tirol del Sud al diari Der Tiroler (ja rebatejat per força a Der Landsmann) del 27 d'octubre de 1923.

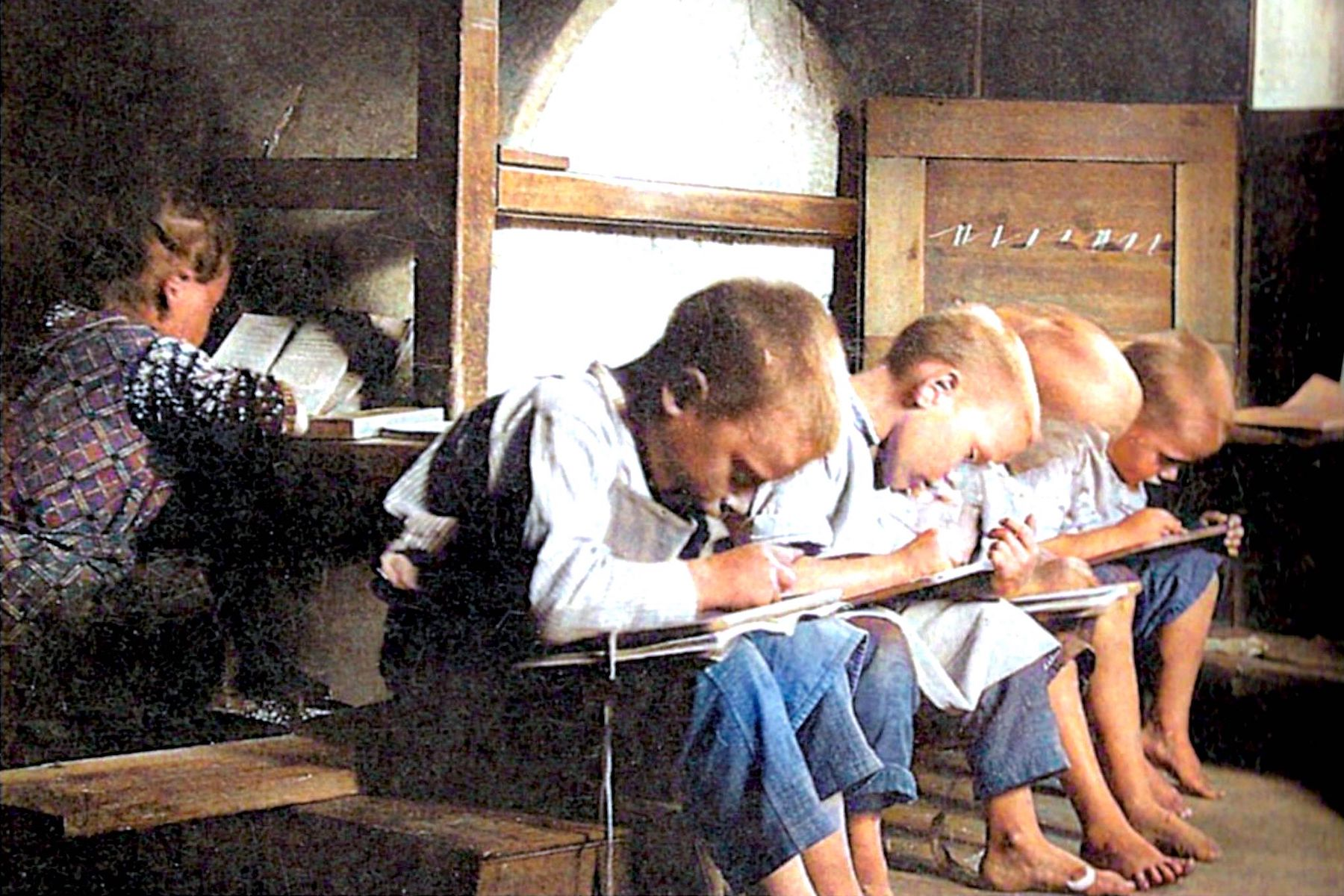
Imatge d'una lliçó secreta d'alemany dins una granja a la província de Bolzano, cap el 1927.

Katakombenschule ('escoles de les catacumbes') era el nom que rebien les escoles il·legals i clandestines que donaven classes en alemany al Tirol del Sud des de 1924. Des d'aleshores, uns 30.000 alumnes sudtirolesos havien estat obligats a escolaritzar-se en italià. Arran del projecte d'italianització presentat per Ettore Tolomei el 1923 (el programa de Tolomei), aplicat a les riforme Gentile, es va prohibir l'ensenyament de l'alemany, i fins i tot la segona llengua fou el francès.

## Història
L'any 1923 el polític italià Ettore Tolomei va presentar el seu projecte polític, anomenat Programa Tolomei, per a la italianització de la regió del Trentino - Tirol del Sud, que incloïa, entre altres coses, la prohibició de l'ensenyament de la llengua alemanya. Això va suposar l'abolició de l'ensenyament en alemany, llengua de la majoria dels ciutadans de la província. L'article 17 del Reial Decret d'1 d'octubre de 1923, n. 2185 va ordenar que a partir del curs 1923-1924 només s'ensenyaria l'italià a totes les primeres classes i en els cursos següents s'hauria de fer el mateix. En cinc anys, l'ensenyament de l'alemany hauria desaparegut de totes les escoles primàries.
Per garantir l'aprenentatge de la llengua alemanya, la població va organitzar un sistema d'escoles clandestines. Entre els organitzadors de la Katakombenschulen hi havia el sacerdot Michael Gamper (de Tisens), el polític Eduard Reut-Nicolussi juntament amb la seva germana Maria Nicolussi (de Trento), l'advocat Josef Noldin (de Salorno), Emma von Leurs, Angela Nikoletti (de Margreid), Maria Damian (de Trento), Berta de Gelmini (de Salorno), Rudolf Riedl (de Termeno). Aproximadament uns 30.000 estudiants es van poder beneficiar d'aquest ensenyament secret.
El decret ministerial del 22 de novembre de 1925 també va imposar l'eliminació de totes les hores d'ensenyament addicional de l'alemany i com que encara quedava la possibilitat d'ensenyar la llengua de manera privada, el 27 de novembre de 1925 es va emetre un decret urgent pel prefecte que la il·legalitzava i, per tant, l'ensenyament en el sector privat també passava a ser punible. De fet, s'havia descobert la presència d'un nombre important de Katakombenschulen, particularment a la zona entre Bolzano i Salorno.
Diversos mestres d'aquest ensenyament clandestí foren enviats a l'exili, lluny del Tirol del Sud. Noldin va ser arrestat el 23 de gener de 1927 acusat d'haver "afavorit i impartit l'ensenyament privat de l'alemany". La seva condemna va ser de 5 anys de reclusió a l'illa de Lípari, d'on va tornar malalt i va morir poc després, l'any 1929. Angela Nikoletti va morir molt jove a conseqüència d'una malaltia contreta a la presó. Rudolf Riedl, en canvi, va ser enviat a l'exili durant 5 anys a l'illa de Pantel·leria, mentre que Maria Damian va ser enviada als Apenins toscà-emilians.
Tanmateix, el feixisme mai va tenir un èxit total a l'hora de suprimir les escoles clandestines, també gràcies a l'ajuda que l'Església catòlica va oferir a la resistència sud-tirolesa. El prevere Michael Gamper va treballar per obtenir ajuda i material didàctic d'Alemanya.
L'any 1928, a petició del bisbe de Bressanone, Johannes Geisler, es va permetre als sacerdots ensenyar l'alemany a nens d'entre 6 i 14 anys. Tanmateix, la Katakombenschulen va durar fins a l'ocupació per part del Tercer Reich i la creació de la Zona d'Operacions dels Prealps, quan l'alemany va tornar com a llengua oficial del Tirol del Sud.
Paral·lelament a la Katakombenschulen, a partir de 1935, la Völkischer Kampfring Südtirols, d'inspiració nacionalsocialista, va crear l'anomenada Notschule ("Escola d'emergència"), una escola secreta de marcada inspiració política pro-nacionalsocialista que s'apartava de l'origen d'inspiració catòlica de la Katakombenschulen .